# Paesia
Paesia, rod papratnjača iz porodice Dennstaedtiaceae, koja čini dio reda osladolike. Ima 12 vrsta od kojih su tri iz tropske Amerike, a ostale iz Tajvana, Sumatre, Nove Kaledonije i Novog Zelanda.

## Vrste
1. Paesia acclivis (Kunze) Kuhn
2. Paesia anfractuosa (Christ) C.Chr.
3. Paesia bivalvis (Alderw.) R.M.Tryon & A.F.Tryon
4. Paesia divaricatissima (Dryand. ex Baker) Copel.
5. Paesia elmeri Copel.
6. Paesia glandulosa (Sw.) Kuhn
7. Paesia laevis Copel.
8. Paesia luzonica Christ
9. Paesia radula (Baker) C.Chr.
10. Paesia rugosula (Labill.) Kuhn
11. Paesia scaberula (A.Rich.) Kuhn
12. Paesia tahitensis Copel; Društveni otoci